# レーモン・ベランジェ4世
レーモン・ベランジェ4世（Raimond Bérenger IV, 1195年 - 1245年8月19日）は、プロヴァンス伯およびフォルカルキエ伯（在位：1209年 - 1245年）。

## 生涯
プロヴァンス伯アルフォンス2世とガルザンド・ド・フォルカルキエ (Garsende de Forcalquier) の息子。父からプロヴァンスを、母からフォルカルキエを相続した。当時アラゴン王国の王家であったバルセロナ家の同族で、父アルフォンスはアラゴン王アルフォンソ2世の次男であった。
1219年にサヴォイア伯トンマーゾ1世の娘ベアトリーチェ（ベアトリス）と結婚した。2人の間には死産の2子を除いて4女が生まれたが、4人はいずれも各国の王妃となった。
- マルグリット（1221年 - 1295年） - フランス王ルイ9世の王妃
- エレオノール（1223年 - 1291年） - イングランド王ヘンリー3世の王妃
- サンシー（1234年 - 1267年） - コーンウォール伯リチャード（ヘンリー3世の弟、名目上のローマ王）の妃
- ベアトリス（1234年 - 1267年） - シチリア王カルロ1世（ルイ9世の弟）の王妃
- レーモン - 早世

男子がなかったため、レーモン・ベランジェ4世の死後は末娘ベアトリスと娘婿カルロが所領を相続した。